# (300179) 2006 WY36
(300179) 2006 WY36 es un asteroide perteneciente al cinturón exterior de asteroides descubierto el 16 de noviembre de 2006 por el equipo del Spacewatch desde el Observatorio Nacional de Kitt Peak, Arizona, Estados Unidos.

## Designación y nombre
Designado provisionalmente como 2006 WY36.

## Características orbitales
2006 WY36 está situado a una distancia media del Sol de 3,219 ua, pudiendo alejarse hasta 3,427 ua y acercarse hasta 3,012 ua. Su excentricidad es 0,064 y la inclinación orbital 12,92 grados. Emplea 2110,34 días en completar una órbita alrededor del Sol.

## Características físicas
La magnitud absoluta de 2006 WY36 es 15,9. Tiene 5,213 km de diámetro y su albedo se estima en 0,034. 